# Taankuiftangare
De taankuiftangare (Tachyphonus delatrii) is een zangvogel uit de familie Thraupidae (tangaren).

## Verspreiding en leefgebied
Deze soort komt voor van oostelijk Honduras tot westelijk Ecuador en het eiland Gorgona nabij Colombia.